# Amblyornis
Amblyornis – rodzaj ptaków z rodziny altanników (Ptilonorhynchidae).

## Zasięg występowania
Rodzaj obejmuje gatunki występujące na Nowej Gwinei.

## Morfologia
Długość ciała 24–26 cm; masa ciała 95–155 g.

## Systematyka

### Etymologia
- Amblyornis (Ambliornis): gr. αμβλυοεις ambluoeis „ciemny”; ορνις ornis, ορνιθος ornithos „ptak”[6].
- Xanthochlamys: gr. ξανθος xanthos „żółty, złoty”; χλαμυς khlamus, χλαμυδος khlamudos „płaszcz, peleryna”[7]. Typ nomenklatoryczny: Amblyornis subalaris Sharpe, 1884.
- Archboldia: Richard Archbold (1907–1976), amerykański zoolog, kolekcjoner z Madagaskaru i Nowej Gwinei, sponsor wypraw na Nową Gwineę i Ocean Spokojny, założyciel Archbold Biological Station na Florydzie w 1941 roku[8]. Typ nomenklatoryczny: Archboldia papuensis Rand, 1940.

### Podział systematyczny
Do rodzaju należą następujące gatunki:
- Amblyornis subalaris Sharpe, 1884 – ogrodnik krótkoczuby
- Amblyornis inornata (Schlegel, 1871) – ogrodnik brunatny
- Amblyornis flavifrons Rothschild, 1895 – ogrodnik złotoczuby
- Amblyornis papuensis (Rand, 1940) – parkietnik
- Amblyornis macgregoriae De Vis, 1890 – ogrodnik długoczuby